# 贝罗卡莱霍德亚拉戈纳
贝罗卡莱霍德亚拉戈纳，是西班牙卡斯蒂利亚-莱昂阿维拉省的一个市镇。 总面积9km2, 总人口51人（2001年），人口密度6人/km2。